# Béatrice Reymann
Béatrice Reymann est une athlète française, née à Meudon-la-Forêt le 5 août 1955 et morte le 7 octobre 2013 à Saint-Martin-d'Hères (Isère), adepte de la course d'ultrafond, championne de France des 100 km en 1994.

## Biographie
Béatrice Reymann est championne de France des 100 km de Rognonas en 1994. La même année, elle est vice-championne du monde par équipe au championnat IAU des 100 km de Yubetsu. En 1995, elle est championne d'Europe par équipe au championnat IAU des 100 km de Vendée,. La même année, elle remporte le Marathon des Sables,.

## Records personnels
- 100 km route : 8 h 7 min 22 s aux championnats de France des 100 km de Rognonas en 1994[7]